# Aldhanab
Aldhanab, auch Gamma Gruis, γ Gruis oder γ Gru (Bayer-Bezeichnung), ist ein etwa 200 Lichtjahre von der Sonne entfernter Stern am Südhimmel im Sternbild Kranich. Er hat eine scheinbare Helligkeit von +3,01 mag und gehört der Spektralklasse B8III an.
Der Eigenname Aldhanab (Schreibweise laut IAU) geht auf den historischen Sternnamen zurück (von arabisch الذنب, DMG al-ḏanab ‚der Schwanz‘).
Koordinaten (Äquinoktium 2000)
- Rektaszension: 21h53m55,70s
- Deklination: −37°21′54,0″

Liste der Sterne